# Žuja
Žuja (rusky Жуя) je řeka na severovýchodě Irkutské oblasti v Rusku. Je 337 km dlouhá. Povodí má rozlohu 22 600 km².

## Průběh toku
Teče převážně přes Patomskou vysočinu. Na horním toku protéká přes jezero Tolendo. Je to levý přítok Čary povodí Leny.

## Vodní stav
Zdroj vody je dešťový a sněhový. Průměrný průtok vody činí přibližně 53 m³/s.

## Využití
Vodní doprava je možná pod ústím přítoku Chomolcho.